# Dobrinka Tabakova
Dobrinka Tabakova (en bulgare Добринка Табакова), née en 1980 à Plovdiv, est une compositrice britanno-bulgare.

## Biographie
Dobrinka Tabakova naît à Plovdiv, en Bulgarie, de parents médecins, Vassilka et Slavik Tabakov. Elle remporte le prix Jean-Frédéric Perrenoud lors du 4e Concours International de Musique de Vienne à 14 ans. Elle étudie à l'Alleyn's School (en) de Londres et à l'Académie Royale de Musique. Elle est diplômée de la Guildhall School of Music and Drama de Londres. Par la suite, elle obtient un doctorat en composition du King's College. Elle a étudié la composition avec Simon Bainbridge, Diana Burrell (en), Robert Keeley et Andrew Schultz (en) et a participé à des master classes avec John Adams, Louis Andriessen, Alexander Goehr, Olav Anton Thommessen (en) et Iannis Xenakis.

## Carrière de compositrice
Le Praise de Dobrinka Tabakova a été chanté à la Cathédrale Saint-Paul pour célébrer le Jubilé d'Or de la Reine Elizabeth II. Elle a remporté le prix GSMD Lutoslawski de composition en 1999, et le prix Adam du King's College de Londres pour son cycle de chants Sonnets to Sundry Notes in Music en 2007. En 2011 Dobrinka Tabakova a reçu le premier prix et la médaille du concours international de chant de l'organisation Sorel à New-York.
Tabakova a reçu des commandes de la Royal Philharmonic Society, de BBC Radio 3, du Cheltenham Music Festival, de l'Orchestre symphonique Britten (en), du Three Choirs Festival et du Wigmore Hall.
Ses œuvres sont notamment jouées par l'altiste Maxim Rysanov, ainsi que par les violonistes Gidon Kremer et Janine Jansen.

## Œuvres choisies

### Orchestral
- Concerto pour Alto et Cordes (2004)
- Arpeggione de Schubert, arrangement pour orchestre à cordes (2004)
- Suite in Old Style pour alto, cordes et clavecin (2004)
- Sonnets to Sundry Notes of Music pour soprano et orchestre (2006/7)
- Concerto pour Violoncelle et Cordes (2008)
- Soleil Tryptich pour violon, violoncelle et cordes (2007-09)
- Concerto pour Piano et Orchestre (2010)
- Fantasie homage to Schubert pour orchestre à cordes (2013)

### Musique de chambre et pour instrument seul
- Modetudes pour piano solo (1998)
- In Focus , pour ensemble de chambre (1999)
- Pirin pour alto solo (2000)
- Insight pour trio à cordes (2002)
- Whispered Lullaby pour alto et piano (2004)[3]
- Frozen River Flows  pour hautbois et percussions (2005)
- Such different paths pour septuor à cordes (2008)
- Suite in Jazz Style pour alto et piano (2008)
- Dyptich pour orgue (2009)

### Chorale
- Praise pour chœur SATB orgue (2002)
- Of the Sun Born (От Слънце Родена) pour chœur SATB et soprano solo (2008)
- On the South Downs pour violoncelle solo, orchestre et chœur SATB (2009)
- Syng, hevin imperiall pour  chœur SATB et orgue (2011)
- Centuries of Meditations pour chœur SATB, orchestre à cordes et harpe (2012)
- Alma Redemptoris Mater pour chœur SATB (2014)[4]
- Good-will to men, and peace on Earth

## Discographie
- Concerto pour violoncelle et cordes* ; Insight** ; Frozen river flows° ; Suite in Old Style°° ; Such different paths°°° - Kristina Blaumane*, violoncelle ; Roman Mints°/**, violon ; Raimondas Sviackevičius°, accordéon ; Donatas Bagurskas°, contrebasse ; Vaiva Eidukaitytė-Storastienė°°, clavecin ; Janine Jansen et Julia-Maria Kretz°°°, violons ; Amihai Grosz et Maxim Rysanov*/°°°, altos ; Torleif Thedéen et Boris Andrianov°°°, violoncelles ; Stacey Watton°°°, contrebasse ; Orchestre de chambre lituanien, Maxim Rysanov, alto et direction (mars/avril 2011, ECM 476 4826) (OCLC 865124710)